# John Edward Utterson-Kelso
John Edward Utterson-Kelso, britanski general, * 1893, † 1972.